# Oude Algemene Begraafplaats Driebergen
De Oude Algemene Begraafplaats is een begraafplaats uit 1860 aan de Traaij 106 in de Nederlandse plaats Driebergen.

## Aanleg
Tot 1859 werd er nog op de begraafplaats bij de Hervormde Kerk aan de Hoofdstraat begraven, maar vanwege ruimtegebrek werd er naar een nieuwe locatie gezocht voor een nieuwe algemene burgerlijke begraafplaats. Deze werd in 1860 gevonden buiten de bebouwde kom van Driebergen en voor ƒ 450,21 aangekocht van de dames Van der Muelen.
Het ontwerp had een formeel karakter met rechte paden en een middenas. In 1861 werden aan de kant van de Traaij twee identieke huisjes gebouwd die dienden als woning van de doodgraver en baarhuisje.

## Uitbreiding
De begraafplaats werd aan de rechterkant uitgebreid in 1900. Het ontwerp met concentrische cirkels werd gemaakt door tuinarchitect Hendrik Copijn uit Groenekan die eerder ook de uitbreiding van de Oude Algemene Begraafplaats Zeist ontwierp. Rond deze tijd werden ook de twee huisjes onder één kap gebracht, zodat er een poortgebouw ontstond met een toegangshek. Hierop zijn enkele funeraire symbolen aangebracht:
- gevleugelde zandloper met vleugels;
- ouroboros;
- omgekeerde toortsen;
- gekruiste zeisen.

Op het poortgebouw zijn twee hardstenen kapitelen aangebracht met daarop de tekst: Zalig zijn de dooden die in den Heere sterven.

## Graven van bekende personen
- Johannes de Heer (1866-1961), Nederlands evangelist
- Johannes Antonius Marinus Bron (1863-1936), commandant der Zeestrijdkrachten in Nederlands-Indië.
- Wulfert Floor, landbouwer en oefenaar

## Centrum Funeraire Cultuur
In de voormalige doodgraverswoning en het baarhuisje zijn twee kleine musea gevestigd: Cultuur Historisch Centrum van Vroeger en Nu en het Centrum Funeraire Cultuur.

## Afbeeldingen

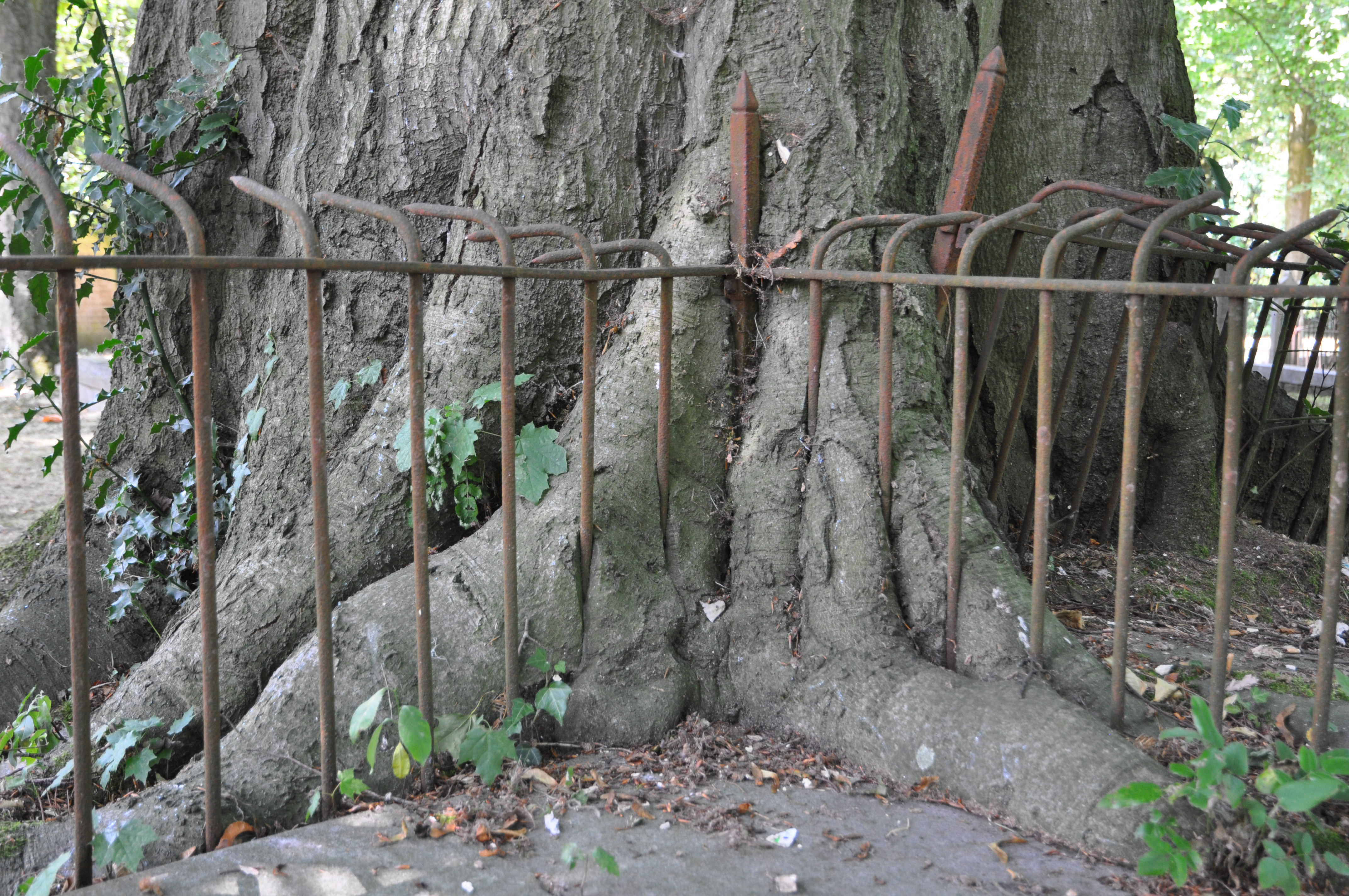
Grafhek bij oude boom
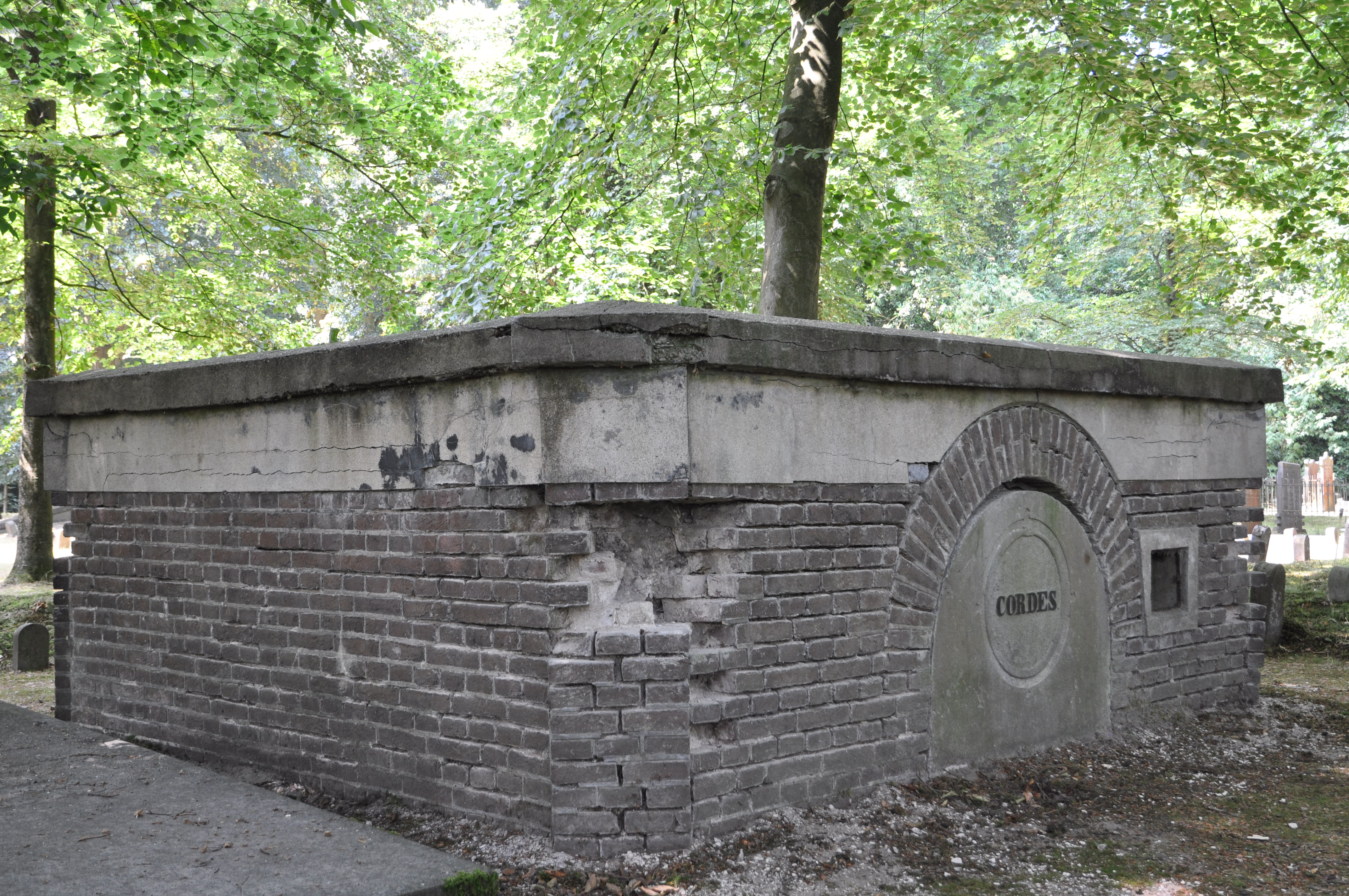
Grafkelder
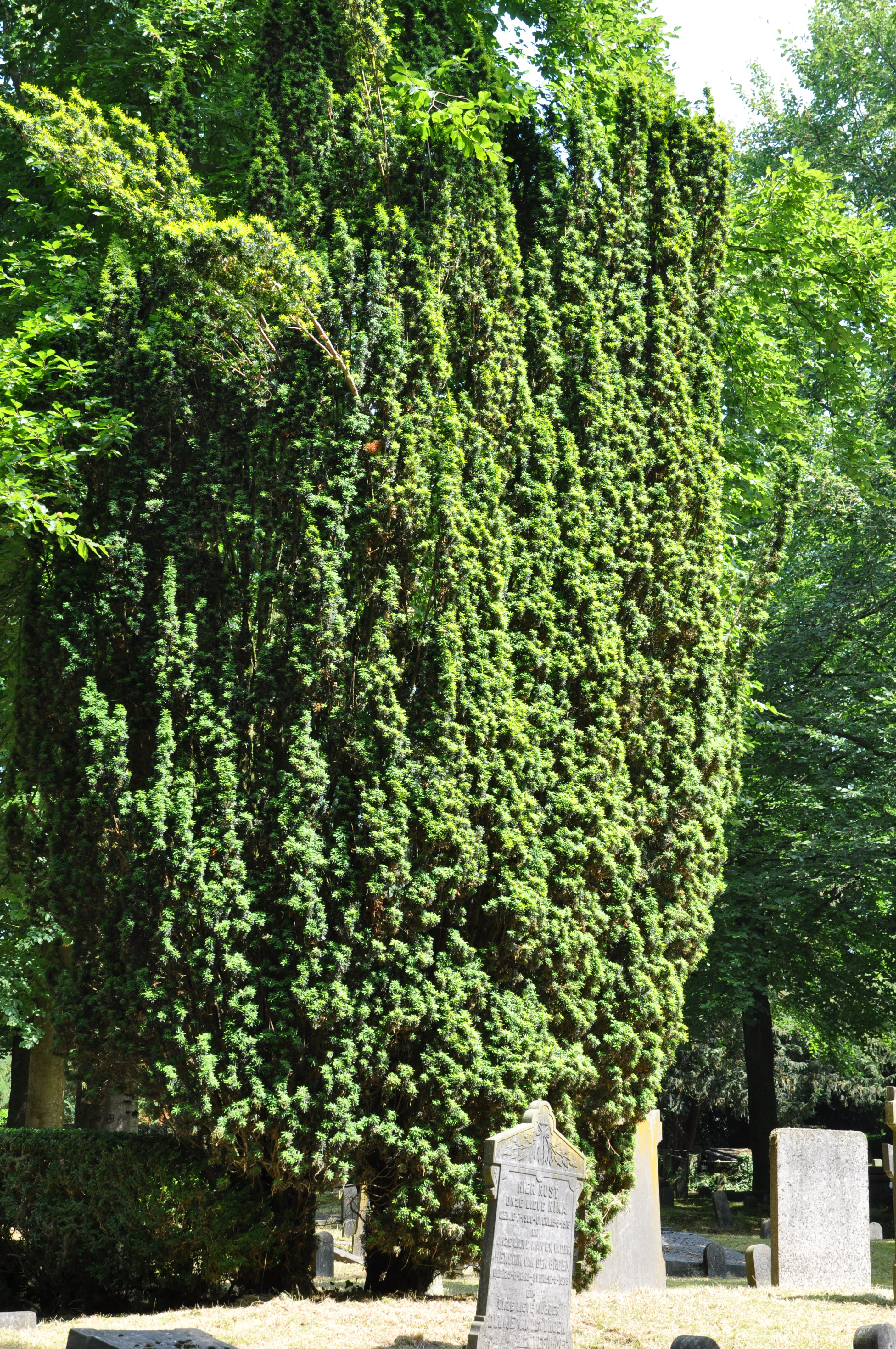
Oude boom
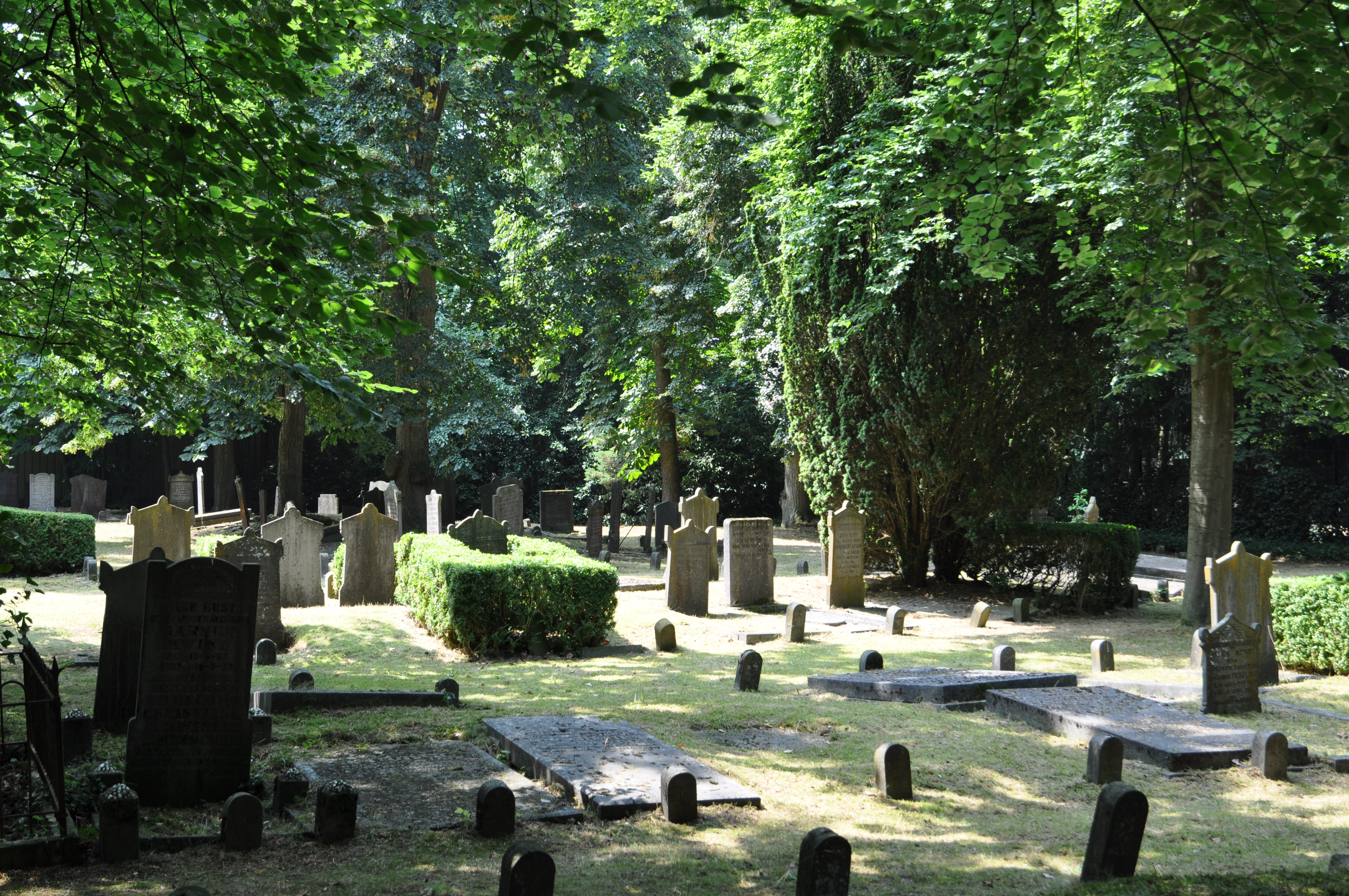
Overzicht